# Världsmästerskapen i orientering 1997
Världsmästerskapen i orientering 1997 hölls den 11-16 augusti 1997 i Grimstad i Norge.

## Medaljörer

### Herrar

#### Klassisk distans
1. Petter Thoresen, Norge 1.40.16
2. Jörgen Mårtensson, Sverige 1.41.58
3. Kjetil Bjørlo, Norge 1.43.04

#### Kortdistans
1. Janne Salmi, Finland 26.05
2. Timo Karppinen, Finland 26.17
3. Bjørnar Valstad, Norge 26.27

#### Stafett
1. Danmark (Torben Skovlyst, Carsten Jørgensen, Chris Terkelsen, Allan Mogensen) 4.18.58
2. Finland (Timo Karppinen, Juha Peltola, Mikael Boström, Janne Salmi) 4.19.14
3. Norge (Håvard Tveite, Bjørnar Valstad, Kjetil Bjørlo, Petter Thoresen) 4.24.27

### Damer

#### Klassisk distans
1. Hanne Staff, Norge 1.12.56
2. Katarina Borg, Sverige 1.13.40
3. Hanne Sandstad, Norge 1.14.34

#### Kortdistans
1. Lucie Böhm, Österrike 25.15
2. Hanne Sandstad, Norge 25.29
3. Hanne Staff, Norge 25.57

#### Stafett
1. Sverige (Anna Bogren, Gunilla Svärd, Cecilia Nilsson, Marlena Jansson) 2.51.41
2. Norge (Torunn Fossli Sæthre, Elisabeth Ingvaldsen, Hanne Sandstad, Hanne Staff) 2.52.56
3. Schweiz (Brigitte Wolf, Marie-Luce Romanens, Vroni König, Sabrina Meister-Fesseler) 2.56.28